# Antoni Zaragoza Mercadé
Antoni Zaragoza Mercadé (Reus, 9 de gener de 1937 - 20 de gener de 2019) va ser un col·leccionista i escriptor català.
Nascut en plena guerra civil, el seu pare, un destacat militant socialista reusenc, el va inscriure amb el nom de Lenin, però amb el triomf franquista de 1939 va haver de canviar el nom pel d'Antoni. Segons el biògraf reusenc Josep Olesti, era un aficionat al periodisme "de ploma fàcil", i col·laborava a la premsa local i provincial. Era corresponsal a Reus del Diario Español on signava amb el pseudònim d'AnZaMe, amb escrits d'un cert regust franquista. Publicava també al Setmanari Reus, a La Voz de la Costa Dorada, al gratuït comercial Espais 7 i a Lo Nunci, el portaveu del Centre d'Amics de Reus, entitat de la qual va ser un membre actiu. Col·leccionava tot el que pogués fer referència a Reus: postals, fotografies, documents, impresos de tota mena, romanços dels que publicava La Fleca i objectes. També recollia històries i anècdotes sobre personatges reusencs i sobre fets locals.
Participava a diverses entitats reusenques. A la seva joventut va ser un dels animadors de la secció excursionista del Reus Deportiu i del Club Excursionista Reddis, que el seu pare havia presidit quan era la Secció Excursionista del Club de Futbol Reddis. Per la seva faceta de col·leccionista, Antoni Zaragoza Mercadé va ser nomenat "Brocanter d'Honor" de la Borsa del Col·leccionista per part de la Cambra de Comerç de Reus, per la seva tasca de recerca de publicacions, postals, cartells i elements sobre la ciutat. També era molt coneguda la seva afició a la fotografia. Va documentar llocs amb fotografies pròpies, i va recopilar fotografies antigues de la ciutat. Va arribar a publicar-ne prop de 500 en una cinquantena de llibres sobre història local, alguns d'ells editats per l'Ajuntament de Reus. La seva activitat fotogràfica, que documentava molts dels esdeveniments ocorreguts a Reus, havia format part de diverses exposicions.
El passat mes de juny (2018) el saló de plens de l'Ajuntament va acollir un acte d'homenatge a Antoni Zaragoza Mercadé, en reconeixement de la seva trajectòria com a cronista de la ciutat, recuperant i divulgant fotografies i episodis històrics. Segons l'alcalde de Reus Carles Pellicer, "va ser un acte entranyable i emotiu, ple d'amics i familiars que van expressar la seva estima a una persona que es va distingir sempre per la seva afabilitat i la seva disposició a parlar i escoltar". L'Arxiu Municipal de Reus està realitzant l'inventari de les seves col·laboracions als mitjans locals. Anzame, havia fet donacions de fotografies tant a l'Arxiu Municipal com al Museu de Reus.